# Sabium
Sabium regierte von 1844 v. Chr. bis 1831 v. Chr. (mittlere Chronologie) als dritter babylonischer König der 1. Dynastie von Babylonien.
Sabium war der Sohn und Nachfolger Sumulaels und regierte 14 Jahre. Er führte Kriege gegen Larsa (7. Jahr) und Kazallu (12. Jahr). Während seiner Regierung wurden Esaĝila (Tempel des Marduk) in Babylon sowie das Ebabbar des Šamaš in Sippar gebaut.